# Yvré-l'Évêque
Pour les articles homonymes, voir L'Évêque.
Yvré-l'Évêque est une commune française, située dans le département de la Sarthe en région Pays de la Loire, peuplée de 4 187 habitants (les Yvréens).
La commune fait partie de la province historique du Maine, et se situe dans le Haut-Maine (Maine roux).

## Géographie
Yvré l'Évêque est situé à l’entrée est de l'agglomération mancelle sur les bords de l'Huisne.

### Accès et transports
La ville est reliée au Mans par les lignes 23 et 25 des bus du réseau Setram qui l'amène directement à la place des Comtes du Maine et dépose les usagers à une rue de la station tramway de la République. Une autre ligne est spécialement disponible pour desservir les lycées de Montesquieu et de Bellevue. Les arrêts dans la ville d'Yvré sont au nombre de dix : Le Luard, Cimetière d'Yvré l'Évêque, Guy Bouriat, George-Sand, Perche, Maine, Pivoine, Narcisse, Collège Pasteur, Yvré l'Évêque→Terminus.
La rocade du Mans est à 5 minutes en voiture du centre d'Yvré l'Évêque, ce qui permet d'atteindre rapidement la majeure partie de l'agglomération mancelle.
La route historique de Paris à Nantes (route nationale 23) via Le Mans passe au bord de la cité. L'autoroute A28 et la déviation Sud-Est qui passent sur la commune (échangeurs) offrent un accès direct aux grands axes routiers nationaux de communication.
La ville est desservie par le service de transport de la SETRAM par les lignes de bus  23 et 25

### Lieux-dits et écarts
- Le Polucan
- Parence
- Béner
- les Logis de l'Huisne.

### Communes limitrophes
| Sargé-lès-le-Mans | Savigné-l'Évêque | Saint-Corneille, Fatines |
| Sargé-lès-le-Mans | Yvré-l'Évêque    | Champagné                |
| Le Mans           | Changé           | Changé                   |

### Climat
Pour des articles plus généraux, voir Climat des Pays de la Loire et Climat de la Sarthe.
En 2010, le climat de la commune est de type climat océanique dégradé des plaines du Centre et du Nord, selon une étude du CNRS s'appuyant sur une série de données couvrant la période 1971-2000. En 2020, Météo-France publie une typologie des climats de la France métropolitaine dans laquelle la commune est dans une zone de transition entre le climat océanique et le climat océanique altéré et est dans la région climatique  Moyenne vallée de la Loire, caractérisée par une bonne insolation (1 850 h/an) et un été peu pluvieux. 
Pour la période 1971-2000, la température annuelle moyenne est de 11,2 °C, avec une amplitude thermique annuelle de 14,5 °C. Le cumul annuel moyen de précipitations est de 713 mm, avec 11,7 jours de précipitations en janvier et 6,9 jours en juillet. Pour la période 1991-2020, la température moyenne annuelle observée sur la station météorologique de Météo-France la plus proche, sur la commune du Mans à 5 km à vol d'oiseau, est de 12,4 °C et le cumul annuel moyen de précipitations est de 693,4 mm,. Pour l'avenir, les paramètres climatiques de la commune estimés pour 2050 selon différents scénarios d'émission de gaz à effet de serre sont consultables sur un site dédié publié par Météo-France en novembre 2022.

## Urbanisme

### Typologie
Au 1er janvier 2024, Yvré-l'Évêque est catégorisée bourg rural, selon la nouvelle grille communale de densité à sept niveaux définie par l'Insee en 2022.
Elle appartient à l'unité urbaine du Mans, une agglomération intra-départementale regroupant 19  communes, dont elle est une commune de la banlieue,,. Par ailleurs la commune fait partie de l'aire d'attraction du Mans, dont elle est une commune de la couronne,. Cette aire, qui regroupe 144 communes, est catégorisée dans les aires de 200 000 à moins de 700 000 habitants,.

### Occupation des sols
L'occupation des sols de la commune, telle qu'elle ressort de la base de données européenne d’occupation biophysique des sols Corine Land Cover (CLC), est marquée par l'importance des territoires agricoles (70,1 % en 2018), en diminution par rapport à 1990 (73,1 %). La répartition détaillée en 2018 est la suivante : 
prairies (38 %), terres arables (24,4 %), forêts (17,6 %), zones urbanisées (9,2 %), zones agricoles hétérogènes (7,6 %), espaces verts artificialisés, non agricoles (3 %), eaux continentales (0,2 %). L'évolution de l’occupation des sols de la commune et de ses infrastructures peut être observée sur les différentes représentations cartographiques du territoire : la carte de Cassini (XVIIIe siècle), la carte d'état-major (1820-1866) et les cartes ou photos aériennes de l'IGN pour la période actuelle (1950 à aujourd'hui).

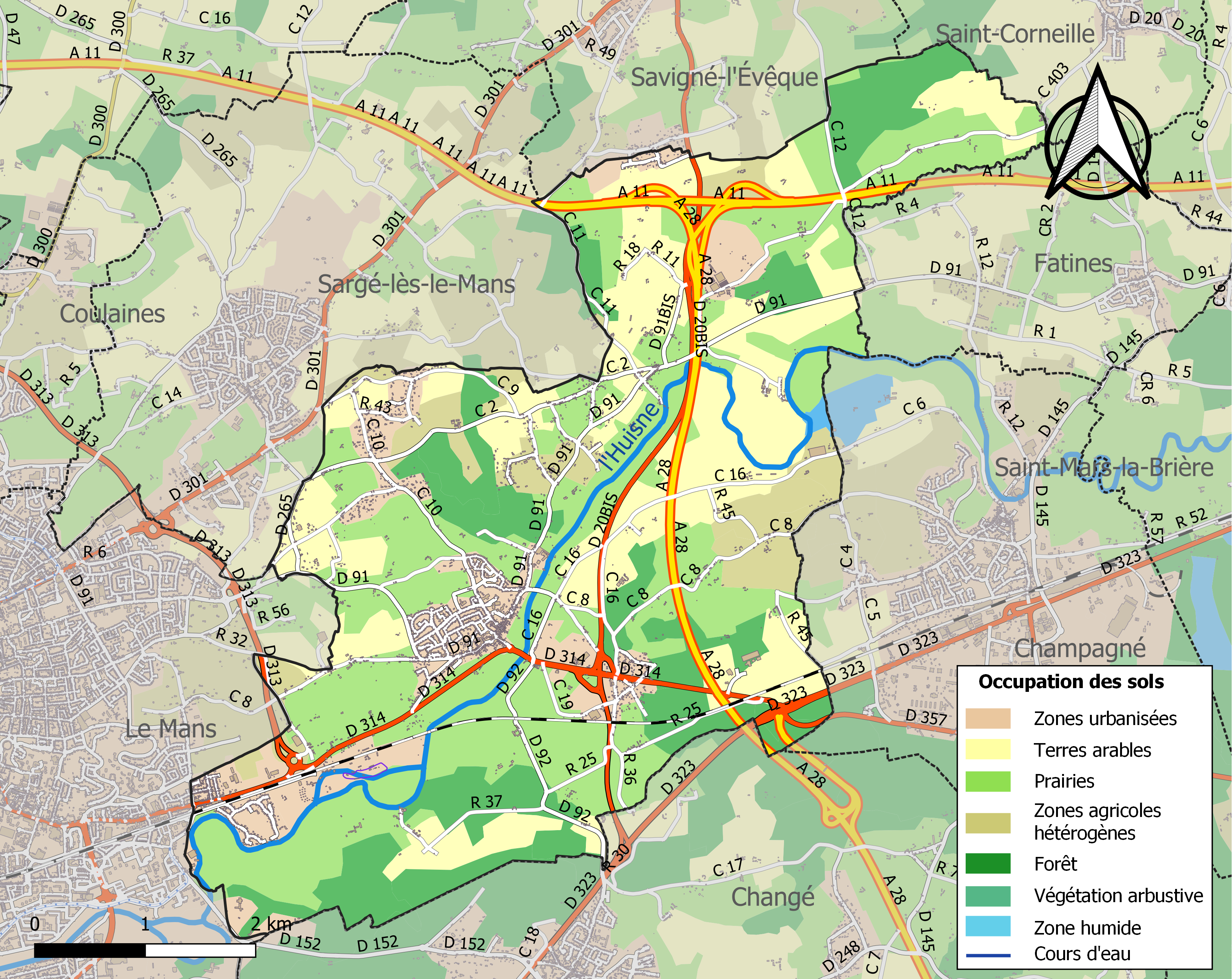
Carte des infrastructures et de l'occupation des sols de la commune en 2018 (CLC).

## Toponymie
Eviriaco est attesté en 802. Le nom d'Yvré viendrait d'Evracius ou Yvriacus, du nom du propriétaire d'une villa (grand domaine) de l'époque gallo-romaine[réf. nécessaire]. Les évêques du Mans y possédaient une habitation, d'où le surnom.
Durant la Révolution, la commune porte le nom d'Yvré-sur-l'Huisne.

## Histoire
La Compagnie des chemins de fer de l'Ouest met en service sur la commune une station, dédiée uniquement au service voyageurs, dénommée « Auvours » le 1er juin 1854 lors de l'ouverture du service voyageurs de sa ligne de l'Ouest jusqu'au Mans.

### Guerre  de 1870
Pendant la Guerre franco-allemande de 1870, durant la Bataille du Mans (1871) se déroula, le 11 janvier 1871, sur le territoire de la commune, des combats connus sous le nom de « charge du plateau d'Auvours », par les soldats de l'Armée de Bretagne, armée auxiliaire à l'Armée de la Loire.  Sous la neige et par un froid glacial de -12°, le général Gougeard, à la tête de ses hommes reprit le plateau d’Auvours à l’ennemi, au prix de lourdes pertes, avant de décrocher suivant les ordres de l’état major.

## Politique et administration

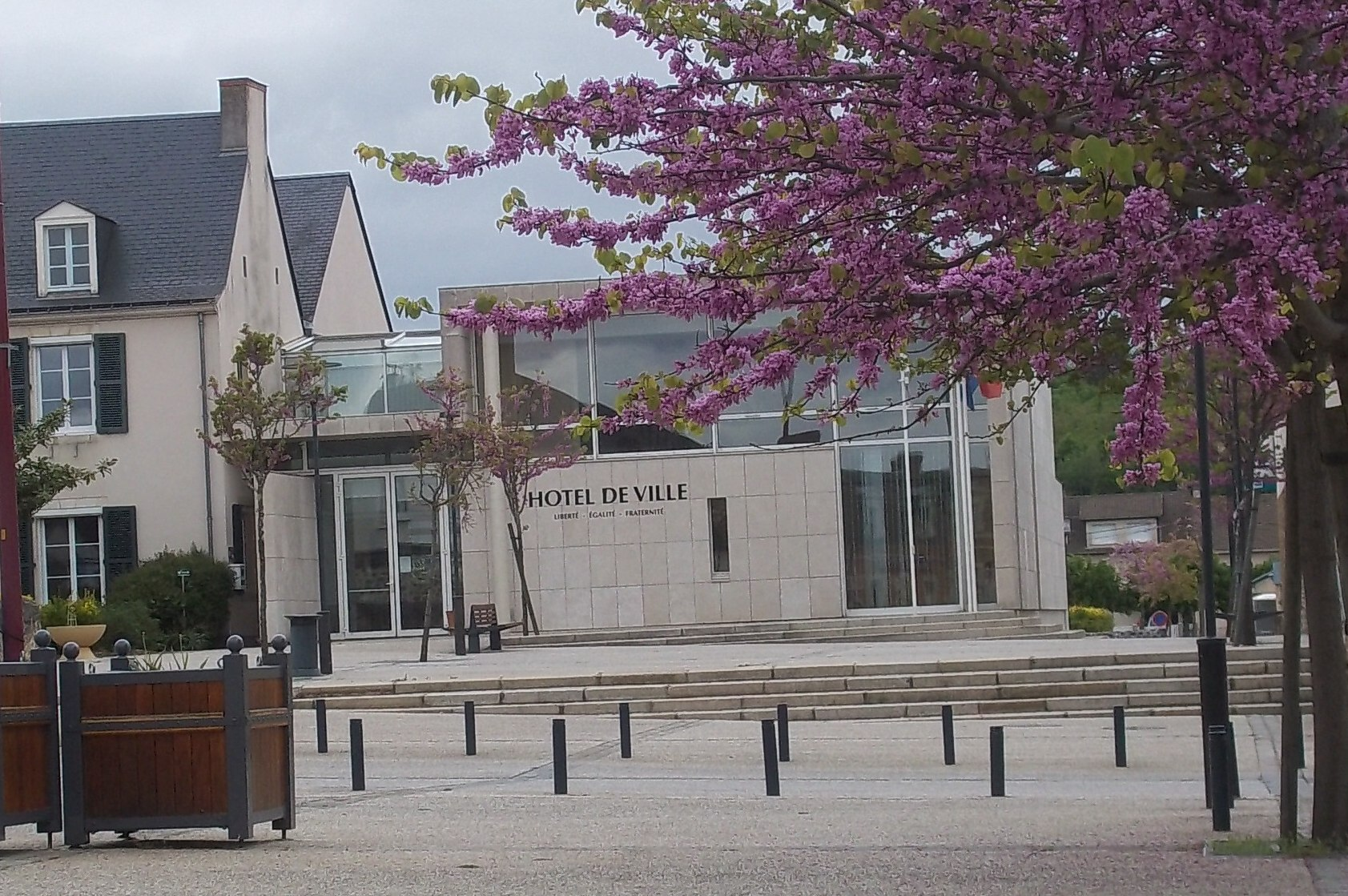
La mairie.

Depuis 1945, huit maires se sont succédé à la tête de la commune.
Le conseil municipal est composé de vingt-sept membres dont le maire et sept adjoints.

## Démographie
L'évolution du nombre d'habitants est connue à travers les recensements de la population effectués dans la commune depuis 1793. Pour les communes de moins de 10 000 habitants, une enquête de recensement portant sur toute la population est réalisée tous les cinq ans, les populations de référence des années intermédiaires étant quant à elles estimées par interpolation ou extrapolation. Pour la commune, le premier recensement exhaustif entrant dans le cadre du nouveau dispositif a été réalisé en 2007.
En 2022, la commune comptait 4 187 habitants, en évolution de −1,57 % par rapport à 2016 (Sarthe : −0,25 %, France hors Mayotte : +2,11 %).
| 1793  | 1800  | 1806  | 1821  | 1831  | 1836  | 1841  | 1846  | 1851  |
| ----- | ----- | ----- | ----- | ----- | ----- | ----- | ----- | ----- |
| 2 009 | 1 922 | 2 132 | 2 214 | 2 239 | 2 213 | 2 090 | 2 192 | 2 265 |

| 1856  | 1861  | 1866  | 1872  | 1876  | 1881  | 1886  | 1891  | 1896  |
| ----- | ----- | ----- | ----- | ----- | ----- | ----- | ----- | ----- |
| 2 506 | 2 552 | 2 563 | 2 305 | 2 334 | 2 269 | 2 205 | 2 269 | 2 252 |

| 1901  | 1906  | 1911  | 1921  | 1926  | 1931  | 1936  | 1946  | 1954  |
| ----- | ----- | ----- | ----- | ----- | ----- | ----- | ----- | ----- |
| 2 222 | 2 140 | 2 134 | 2 145 | 2 105 | 2 151 | 2 230 | 2 460 | 2 697 |

| 1962  | 1968  | 1975  | 1982  | 1990  | 1999  | 2006  | 2007  | 2012  |
| ----- | ----- | ----- | ----- | ----- | ----- | ----- | ----- | ----- |
| 2 718 | 2 666 | 2 597 | 3 306 | 3 682 | 4 230 | 4 383 | 4 406 | 4 298 |

| 2017  | 2022  | - | - | - | - | - | - | - |
| ----- | ----- | - | - | - | - | - | - | - |
| 4 228 | 4 187 | - | - | - | - | - | - | - |

## Culture locale et patrimoine

### Lieux et monuments

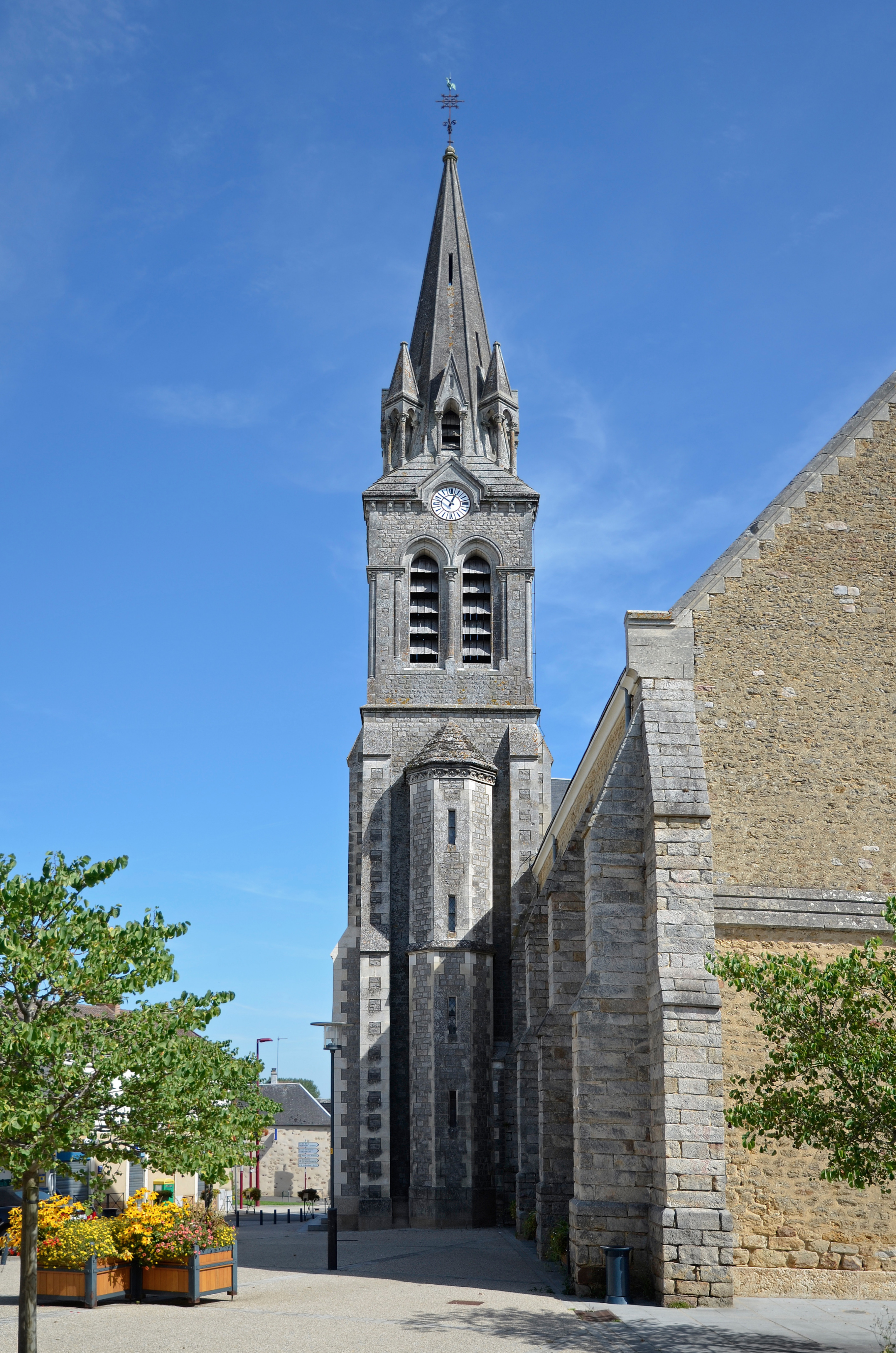
L'église Saint-Germain.

- Abbaye de l'Épau (XIIIe siècle), classée Monument historique[28]. Elle abrite deux retables, des peintures monumentales et une statue classées à titre d'objets[29].
- Église Saint-Germain (en partie du XIIIe siècle), abritant un tableau de Jean Broc, Les Envoyés de Dieu, exposé au salon parisien de 1833. Un tableau, une statue et une plaque funéraire sont classées à titre d'objets. Le chœur est inscrit aux Monuments historiques[30].
- Pont Romain, sur l'Huisne.
- Fontaine de Gérence.
- Haras des Bouleries (Bouleries jump).
- Croix de Boëssé, du XVIe siècle, inscrite aux Monuments historiques[31].
- Monument d'Auvours, monument aux morts de la guerre franco-allemande de 1870.
- Vallée de l'Huisne.
- Stade de l'Ormeau.
- Parc d'attractions Papéa Parc.

### Activité, label et manifestations

#### Label
La commune est une ville fleurie (une fleur) au concours des villes et villages fleuris.

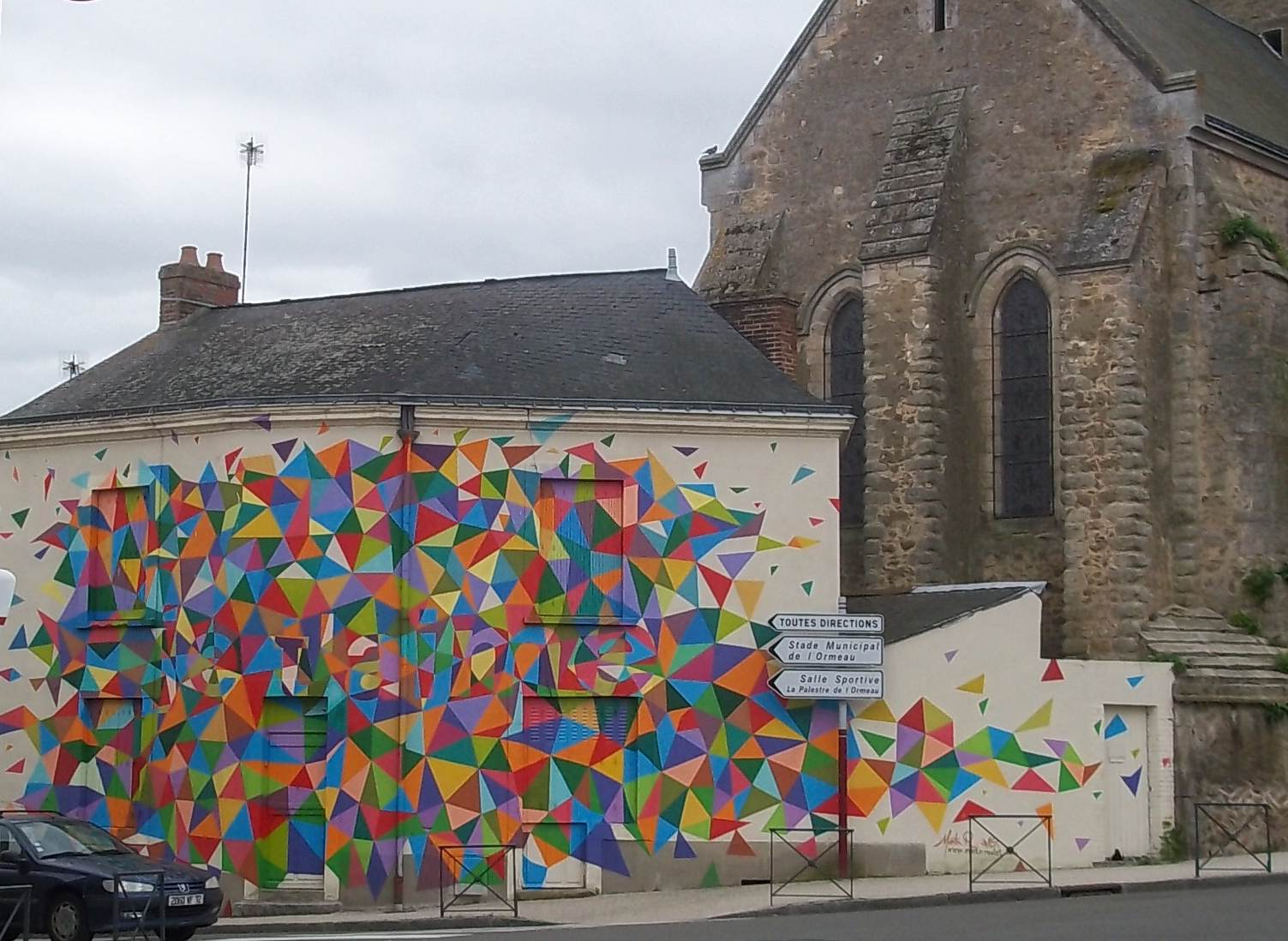
Yvré-l'Évêque Centre.

### Personnalités liées à la commune
- Charles Emmanuel Le Peletier de Feumusson (1740-1817), homme politique né à Yvré-l'évêque, député du clergé aux États généraux de 1789.
- René Simier (1772 - 1843 à Yvré-l'Évêque), relieur du roi Louis-Philippe.
- Eugène Caillaux (1822-1896), ingénieur et homme politique, maire d'Yvré-l'Évêque de 1890 à 1896.
- Joseph Caillaux, son fils, (1863-1944), homme politique.
- André Jousseaume (1894 à Yvré-l'Évêque - 1960), double champion olympique (1932 - 1948) de dressage par équipe.
- Guy Bouriat (1902-1933), pilote automobile, originaire d'Yvré-l'Évêque.
- Jean-François Bach (1940 à Yvré-l'Évêque - 2023), professeur.
- Philippe Bigot (1942 à Yvré-l’Évêque - 2018), boulanger.

### Héraldique
| Blason de Yvré-l'Évêque | Blason  | Écartelé en sautoir : au 1er de gueules à la crosse d'or issante, au 2e d'azur à la fleur de lis d'or, au 3e d'argent au lion de sable, au 4e de sinople à la fasce ondée d'argent chargée d'un pont isolé de six arches de sable[réf. nécessaire]. |
| Blason de Yvré-l'Évêque | Détails | Le statut officiel du blason reste à déterminer. |